# Lumi paralele (Star Trek: Voyager)
„Lumi paralele” (titlu original: „Parallax”) este al treilea episod din primul sezon al serialului TV american SF Star Trek: Voyager. A avut premiera la 23 ianuarie 1995 pe canalul UPN. Povestea a fost scrisă de Jim Trombetta și scenariul de Brannon Braga.
Nava spațială Voyager detectează un semnal SOS și se oprește pentru a investiga.

## Prezentare
USS Voyager este prinsă într-un orizont de evenimente de tipul singularitate cuantică, iar căpitanul Kathryn Janeway trebuie să decidă pe cine să numească în funcția de inginer șef dintre Lt. Carey și fosta Maquis B'Elanna Torres.

## Rezumat
Pe măsură ce Voyager își începe drumul înapoi acasă din Cuadrantul Delta, tensiunile dintre Flota Stelară și membrii echipajului Maquis încep să crească, iar unele ostilități scurte sunt provocate. Cu toate acestea, atât căpitanul Kathryn Janeway, cât și primul ei ofițer, Chakotay, inițial căpitanul echipajului Maquis, sunt de acord că trebuie să integreze cele două echipaje ca unul pentru a ocupa posturile vacante lăsate până acum de evenimentele dezastruoase. De remarcat, Chakotay o recomandă pe B'Elanna Torres, unul dintre cei mai înflăcărați maquis și fost cadet al Flotei Stelare, să fie inginer șef, o idee pe care Janeway ezită s-o aprobe, după de Torres a rupt recent nasul unui alt inginer într-o luptă.
Pe măsură ce nava trece în apropierea unei singularități cuantice, echipajul Voyager detectează o navă blocată în orizontul de evenimente al singularității. Neavând niciun contact cu nava, aceștia încearcă să se apropie mai mult pentru a remorca nava cu o undă tractoare, dar rezultatul dăunează mai mult sistemelor de pe Voyager. Janeway ordonă echipajului să ducă nava Voyager pe o planetă din apropiere pentru a căuta ajutor pentru nava captivă. Cu toate acestea, după ce a mers ceva timp, echipajul se regăsește iar lângă singularitate și își dă seama rapid că nava pe care o văd și au încercat s-o ajute anterior este tot Voyager. Nava este prinsă în singularitate și acest lucru are impact asupra mai multor sisteme ale navei, de exemplu micșorează și deformează holograma medicală de urgență.
În cele din urmă, echipajul descoperă un punct din spațiu prin care Voyager a trecut în singularitate, o ruptură, dar între timp s-a micșorat și este prea mic pentru ca Voyager să poată ieși. Janeway se duce cu Torres, care are cunoștințe despre singularități, cu o navetă către ruptură, folosind scuturile navetei pentru a extinde deschiderea suficient de mare pentru ca Voyager să treacă. Cu toate acestea, rezultatul le deteriorează sistemele de comunicații; la întoarcerea spre Voyager, găsesc două versiuni ale navei, ambele părând reale senzorilor de pe navetă. Deși au un schimb aprins de replici cu privire la care navă este Voyager cea reală din timpul lor, Janeway ia decizia finală și alege corect nava potrivită. Voyager iede din singularitate în siguranță și începe să efectueze reparații. Janeway urmează sfatul lui Chakotay și o promovează pe Torres în funcția de inginer șef.